# تشارلز هينينج
تشارلز هينينج (بالإنجليزية: Charles Henning)‏ هو سياسي أسترالي، ولد في 21 سبتمبر 1897 في أستراليا، وتوفي في 22 يونيو 1955 في أستراليا. حزبياً، نشط في حزب أستراليا الليبرالي (شعبة أستراليا الغربية).